# جبلة مجردة

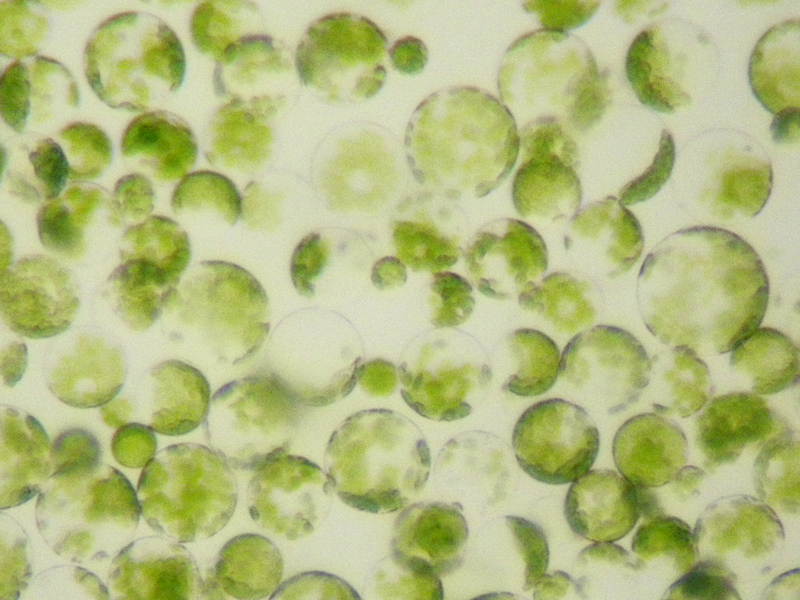

الجبلة المجردة (بالإنجليزية: Protoplast؛ عن اليونانية القديمة: πρωτόπλαστος) مصطلح يدل على أول الأجسام المتعضية في الأنواع. أي أنه أول شيء تتشكل منه باقي الأعضاء والأشكال (الشكل الأولي).
في علم الأحياء يستخدم هذا المصطلح عدة استخدامات:
- الجبلة المجردة هو عبارة عن خلايا نباتية أو جرثومية أو فطرية تم إزالة جدارها.
- جبلة نصف مجردة وتسمى جبلة كروية Sphaeroplasts : هي خلايا تم تحلل جدارها الخلوي جزئيا أو كليا باستخدام أنزيمات حالّة للجدار الخلوي.

نميز هنا بين نوعين :
- جبلة مجردة تماما (بروتوبلاست) تمت إزالة الجدار الخلوي فيها تماما.

- جبلة كرية وهي خلية تمت إزالة جدارها الخلوي جزئيا.

أحيانا يستخدم هذا المصطلح في البيولوجيا للدلالة على الجزء من الخلية الحيوية المكون من النواة وما يحيط بها من سيتوبلازم ومكونات سيتوبلازمية.
تستخدم مراكز صناعات الدواء طرق تنحل بواسطها جدران الخلايا بغرض ابتكار عقارات جديدة مثل المضادات الحيوية.